# 10198 Пінеллі
10198 Пінеллі (10198 Pinelli) — астероїд головного поясу, відкритий 6 грудня 1996 року.
Тіссеранів параметр щодо Юпітера — 3,296.